# Енсинитас (град, Калифорния)
Енсинитас (на английски: Encinitas) е град в окръг Сан Диего, щата Калифорния, САЩ. Енсинитас е с население от 62000 жители (2006) и обща площ от 52,1 km². Намира се на 25 m надморска височина. ЗИП кодовете му са 92023-92024, а телефонният му код е 760.